# Carly Pope
Carly Pope est une actrice canadienne, née le 28 août 1980 à Vancouver au Canada.

## Biographie
Elle est surtout connue pour son rôle de Sam McPherson dans la série Popular. Elle a aussi joué dans le film catastrophe Magnitude 10,5 : L'Apocalypse, où elle interprète le rôle de Laura Malloy, la femme du beau pompier Will Malloy (Oliver Hudson).

## Filmographie

### Cinéma
- 2000 : Jour blanc (Snow Day) : Fawn
- 2001 : Petite arnaque entre amis (Finder's Fee) : Carla
- 2002 : Orange County : Tanya
- 2004 : Everyone : Rena
- 2004 : Intern Academy : Sarah Calder
- 2005 :  Two for the Money : Tammy
- 2007 : Itty Bitty Titty Committee : Shulamith
- 2007 : Jeunes adultes qui baisent : Kristen
- 2009 : Stuntmen : Karla Bravo
- 2010 : Sexting (court-métrage)
- 2011 : S.W.A.T Fire Fight : Kim Byers
- 2013 : Elysium de Neill Blomkamp : Agent de la CCB
- 2013 : Concrete Blondes : Kris Connifer
- 2021 : Demonic de Neill Blomkamp : Carly

### Télévision
- 1999 : Destins de femmes (A Cooler Climate) : Berth
- 1999 à 2001 : Popular : Samantha «Sam» McPherson
- 2003 : Pacte de femmes (Double Bill) : Bianca
- 2003 : Mariés à jamais (téléfilm)
- 2004 : Le Messager des ténèbres : Maya Kandinski
- 2005:  Un défi pour Noël : J.J. Jenner
- 2006 : Magnitude 10,5 : L'Apocalypse : Laura Malloy
- 2007 à 2008 : Dirt : Garbo
- 2007 : Les 4400 : Kara
- 2008 : 24 : Redemption : Samantha Roth
- 2008 : Yeti : Sarah
- 2008 : Californication : Annika Staley
- 2009 : 24 heures chrono : Samantha Roth
- 2013 : Played, les infiltrés :
- 2013-2014 : The Tomorrow People : Morgan Burke
- 2016 : Suits : Avocats sur mesure : Tara Messer
- 2016 : Arrow : Susan Williams
- 2018 : Blindspot : Quinn Bonita
- 2020 : Good Doctor : Lily Cross
- 2022 : Pretty Little Liars: Original Sin : Davie Adams
- 2022 : Code Quantum : Samantha Stratton